# 龙场营镇
龙场营镇，是中华人民共和国贵州省毕节市七星关区下辖的一个乡镇级行政单位。

## 行政区划
龙场营镇下辖以下地区：
龙场营村、者把村、卧牛村、安顶村、上黄村、黄金村、南坡村、元岩村和川山村。